# Diecezja Uvira
Diecezja Uvira – diecezja rzymskokatolicka  w Demokratycznej Republice Konga. Powstała w 1962.

## Biskupi diecezjalni
- Danilo Catarzi, † (1962–1981)
- Léonard Dhejju (1981–1984)
- Jérôme Gapangwa (1985–2002)
- Jean-Pierre Tafunga, (2002–2008)
  - Sede vacante (2008–2013)
- Sébastien Muyengo, od 2013